# Wolfgang Glum
Wolfgang Glum (* 26. April 1958) ist ein deutscher Schlagzeuger und Filmkomponist aus Berlin.

## Wirken
Wolfgang Glum war von Frühjahr 1986 bis 1989 Schlagzeuger der Band Rainbirds. Er war noch in weiteren Bands wie Rhythm Corporation und Lass Loss, teilweise auch experimentellen Projekten aktiv, so bei Arnold Dreyblatt. Zudem begleitete er Rocko Schamoni.
1998 gründete er zusammen mit Warner Poland das Filmmusik-Studio Monobeat in Berlin-Tempelhof. Zu seinen Arbeiten gehören Filmmusiken für Krimireihen wie Polizeiruf 110, Großstadtrevier und Tatort.

## Filmografie (Auswahl)
- 2002: Pigs Will Fly
- 2005: Polly Blue Eyes
- 2008: Willkommen im Westerwald
- ab 2010: Polizeiruf 110 (Fernsehreihe)
  - 2010:  Einer von uns
  - 2011:  Feindbild
  - 2012:  Stillschweigen
  - 2014:  Familiensache
  - 2015:  Wendemanöver
  - 2017:  Muttertag
  - 2017:  Einer für alle
  - 2018:  Crash
  - 2018:  Für Janina
  - 2019:  Zehn Rosen
  - 2020:  Totes Rennen
  - 2020:  Der Tag wird kommen
  - 2022:  Keiner von uns
  - 2022:  Hildes Erbe
- 2011: Das große Comeback
- ab 2012: Tatort (Fernsehreihe)
  - 2012:  Borowski und der freie Fall
  - 2020:  Tschill Out
  - 2020:  Monster
  - 2021:  Der Tod der Anderen
  - 2021:  Die Kalten und die Toten
  - 2022:  Liebe mich!
- Seit 2013: Großstadtrevier (Fernsehserie)
- 2015–2019: Der Kriminalist (Fernsehserie, 8 Folgen)
- 2016: Die Büffel sind los! (Fernsehfilm)
- 2017: Tod im Internat
- 2018: Sieben Stunden
- 2019: Der Sommer nach dem Abitur (Fernsehfilm)
- 2023: Ostfriesenmoor
- 2023: Ostfriesenfeuer